# Heterixalus alboguttatus
Heterixalus alboguttatus е вид жаба от семейство Hyperoliidae.

## Разпространение и местообитание
Видът е ендемичен за Мадагаскар. Среща се в югоизточните равнини на височина до 800 m над морското равнище. Нейните естествени местообитания са субтропичните и тропически влажни равнинни гори, сезонно мокри или наводнени низини и пасища, сладководни блата и езера, поливни и обработваеми земи, както и сезонно наводнени земеделски земи.

## Описание
Този вид достига на дължина до 30-33 mm. Тялото им е черно или тъмно сиво с жълто-оранжеви точки. Коремът е кремаво бял, а краката са жълто-оранжеви.